# Diogo Dias
Diogo Dias (probablement nascut abans de 1450 i mort després de 1500) va ser un navegant i explorador portuguès, germà de Bartolomeu Dias i el primer europeu a veure Madagascar.

## Biografia

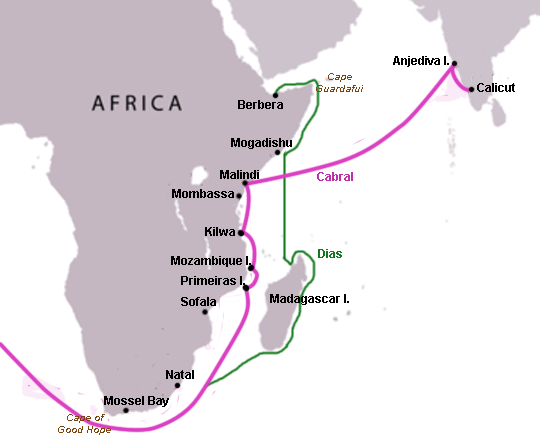
Ruta aproximada del viatge de Cabral cap a l'Índia, així com de la ruta del vaixell de Diogo Dias.

Se sap molt poc d'ell, ja que les fonts històriques no són molt explícites amb el personatge. El que sí que és cert és que Diogo Dias va salpar l'agost de 1487 com a capità d'un vaixell de subministrament, amb el seu germà Bartolomeu Dias cap al cap de Bona Esperança. El pilot d'aquesta nau era João de Santiago, que anteriorment havien acompanyat Diogo Cão en el seu viatge fins al riu Congo.
Diogo Dias va participar en el descobriment de la ruta marítima a l'Índia, assistint com a cronista i escriptor al vaixell de Vasco da Gamma, el São Gabriel. Com a responsable dels establiments comercials portugueses a Calicut, va ser fet presoner per les autoritats locals, però va aconseguir escapar.
Després va participar en l'expedició que Pedro Alvares Cabral va fer l'Índia i el va dur a descobrir i desembarcar l'abril de 1500 a l'actual Brasil. Posteriorment, el maig de 1500, va continuar el viatge cap a l'Índia, però a causa d'una forta tempesta el seu vaixell es va separar de la flota de Cabral a l'alçada del cap de Bona Esperança. Això el va dur massa a l'est a l'oceà Índic i veure la costa occidental de Madagascar. Tot i que l'illa no era desconeguda i que Pêro da Covilhã ja n'havia informat de la seva existència, Dias fou el primer portuguès a veure-la el 10 d'agost de 1500, anomenant-la illa de São Lourenço per ser aquell dia la festivitat de sant Llorenç. Amb tot, no seria fins al 1506 quan s'hi desembarqui i fins al 1508 quan s'explori de manera decidida.
Posteriors intents de Dias per trobar la flota principal acabaren amb ell navegant per error més enllà del Cap Guardafui i el golf d'Aden, unes aigües fins aleshores mai navegades per vaixells portuguesos. Atrapat per vents contraris, Dias passà diversos mesos a la zona fins que va poder iniciar el retorn cap a Portugal, amb tan sols sis membres de la seva tripulació, vorejant Moçambic i seguint la costa oriental d'Àfrica. A l'alçada de les illes de Cap Verd va trobar-se, per atzar, amb els quatre vaixells de l'expedició de l'Índia de Cabral, que estaven com ell, de tornada.
Es desconeix el lloc i data de la seva mort.